# Емануель Шиканедер
Емануель Шиканедер (нім. Emanuel Schikaneder; 1 вересня 1751, Штраубінг, Баварія — 21 вересня 1812, Відень, Австрійська імперія) — німецький оперний співак (баритон), імпресаріо, драматург і лібретист.
Відомий насамперед, як автор лібрето опери Вольфганга Амадея Моцарта «Чарівна флейта». У прем'єрній виставі цієї опери, яка відбулася 30 вересня 1791 року у Відні, Емануель Шиканедер виконав роль Папагено.